# راکی (نوشیدنی)
راکی یا راقی یا ودکا انیسون نوعی نوشیدنی الکلی است که از گیاه انیسون به‌دست می‌آید.
انیسون از گیاهان است و مصارف خوراکی و دارویی زیادی دارد. دارای تنوع بسیار است و بیش از ۶۰۰ نوع آن در سراسر جهان شناخته شده است. هم‌چنین از برگ این گیاه یا دانهٔ آن برای طعم و بو دادن به عرق نیز استفاده می‌شود. مادهٔ اصلی در انیسون "Anethole" است که در الکل حل می‌شود و با اضافه شدن آب، رنگ مشروب را شیری‌رنگ می‌کند.
در ترکیه و یونان این مشروب را تولید و به بازار عرضه می‌کنند. ازآنجاکه درصد الکل این مشروب بالاست، باید آن را با آب مخلوط کرد، که معمولاً رنگ مشروب با اضافه شدن آب، به سفیدِ شیری می‌گراید.
نوع دیگری نیز به نام (ودکا رازیانه) ساخته می‌شود که آن هم طرفدارانی دارد و روش تهیهٔ آن نیز مانند تهیهٔ راکی (ودکا انیسون) است.

## تاریخچه
تا قرن ۱۹ام در امپراطوری عثمانی، میخانه‌ها توسط یونانی‌ها و آلبانیایی‌ها اداره می‌شد که به دلیل محدودیت‌های مذهبی وضع شده فقط شراب و مزه سرو می‌کردند. بر اثر جو لیبرالی که در دوران تنظیمات (۱۸۳۹–۱۸۷۶) به وجود آمده بود میخانه‌ها رونق دوباره گرفتند و راکی به یکی از نوشیدنی‌های محبوب آن‌ها بدل شد. در اواخر قرن راکی نوشیدنی بسیار محبوبی شده بود به‌طوری‌که مصرف آن در بین مردم عثمانی حتی از شراب هم بیشتر شده بود.
در آن دوران راکی را از تقطیر تفالهٔ انگور به دست آمده از تخمیر شراب به دست می‌آمد و زمانی که پوره کافی در دست نبود به آن مقداری الکل اضافه می‌کردند. به راکی که بدون انیسون ساخته می‌شد düz rakı (راکی درست) و در صورت اضافه کردن مصطکی به آن sakız rakısı (راکی آدامسی) می‌گفتند.
با سقوط حکومت عثمانی و تشکیل جمهوری ترکیه شرکت تکل در سال ۱۹۴۴ اقدام به راه اندازی اولین کارخانه راکی‌سازی در ازمیر کرد. با افزایش تولید چغندر قند تکل اقدام به عرق‌گیری از ملاس کرد و نام این فراورده جدید راکی را Yeni Rakı (راکی جدید) گذاشتند. ملاس افزوده شده باعث ایجاد طعمی جدید شد و به محبوب تر شدن راکی در بین مردم کمک کرد.

## روش تولید راکی
راکی به‌طور سنتی از دو بار تقطیر تفاله انگور (و یا تفالهٔ انگور مخلوط شده با اتانول) و رازیانه تازه در دیگ‌های مسی تقطیر ۵۰۰۰ لیتری و مزه‌دهی با انیسون انجام می‌شود.

## نحوه سرو
راکی به دلیل غلظت بالا و درصد الکل آن همیشه همراه با آب رقیق شده و سرو می‌شود و معمولاً نسبت مخلوط آن با تقریباً ۳/۴ آب و ۱/۴ راکی است.